# Sionismo cultural

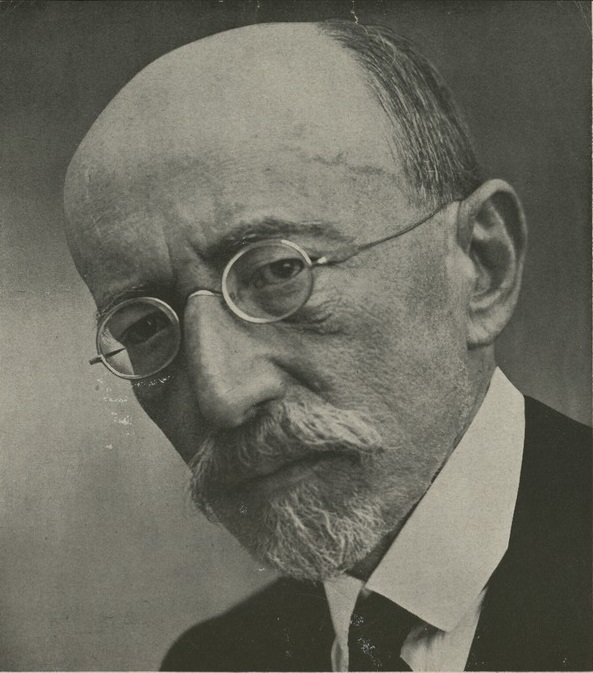
Retrato de Ahad Ha'am (Asher Zvi Hirsch Ginsberg).

El sionismo cultural (en hebreo: ציונות רוחנית Tsiyonut ruchanit) es una rama del pensamiento sionista que considera la creación de un estado judío desde su cultura e historia judía secular, incluyendo las raíces lingüísticas e históricas, en lugar del otras corrientes sionistas, tal como el Sionismo político. El hombre considerado fundador del concepto de sionismo cultural fue Asher Ginsberg, más conocido como Ahad Ha'am. Con su visión secular de un "centro espiritual" judío en Israel, llegó a enfrentarse con Theodor Herzl. A diferencia de Herzl, el fundador de sionismo político Ha'am luchaba por "un estado judío y no solo por un estado de judíos"
Los seguidores de esta corriente promueven el renacer y la promoción de la cultura nacional judía.